# Codex Sangallensis 359

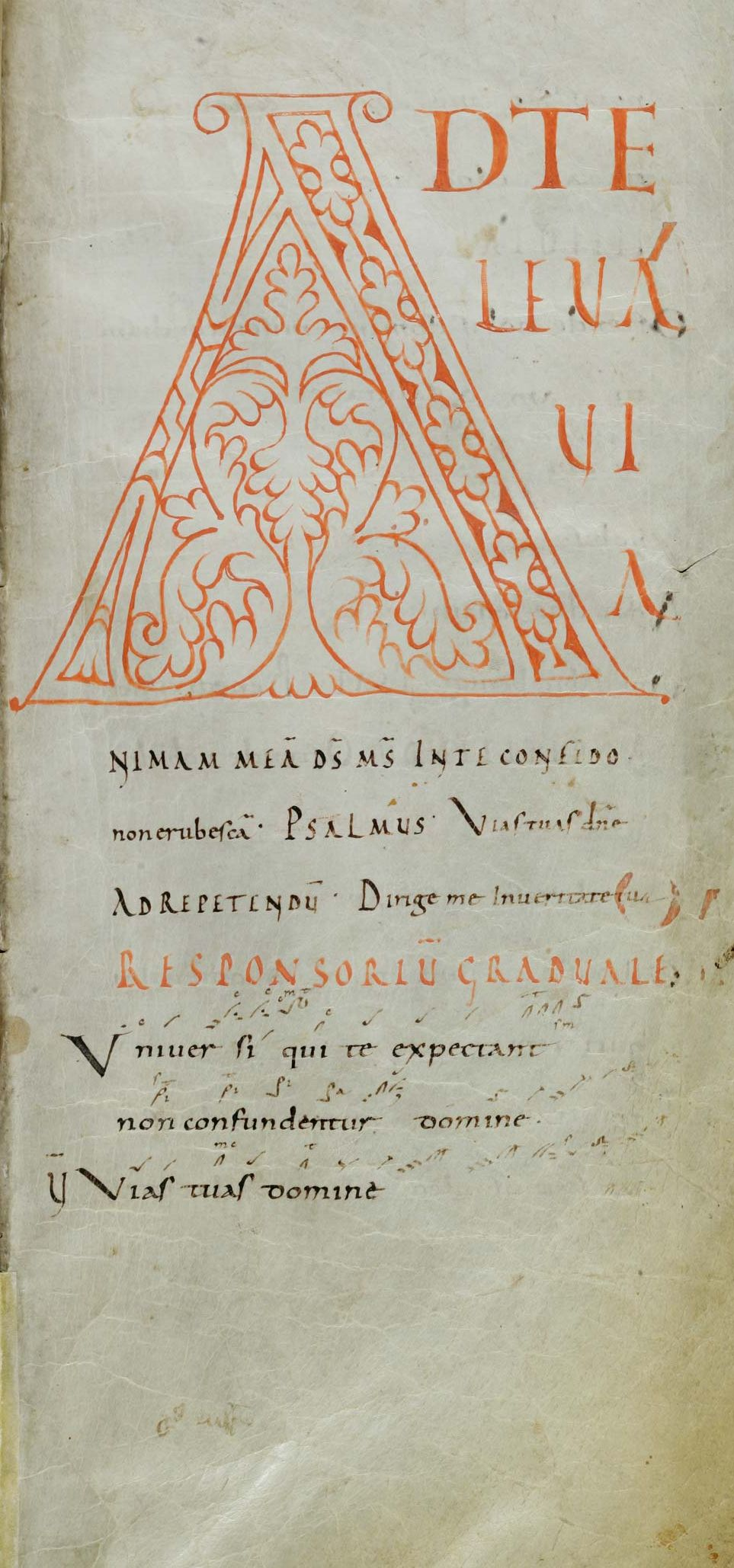
Beginn des Kirchenjahres am 1. Advent mit dem Introitus Ad te levavi und dem Graduale Universi qui te expectant

Der Codex Sangallensis 359 enthält das zwischen 922 und 926 in St. Gallen erstellte Cantatorium, das in der Stiftsbibliothek St. Gallen aufbewahrt wird. Es handelt sich um die älteste vollständig erhaltene Handschrift von gregorianischen Propriums-Gesängen mit Neumen. Es hat daher eine Schlüsselrolle bei der Restitution des Gregorianischen Chorals.

## Inhalt

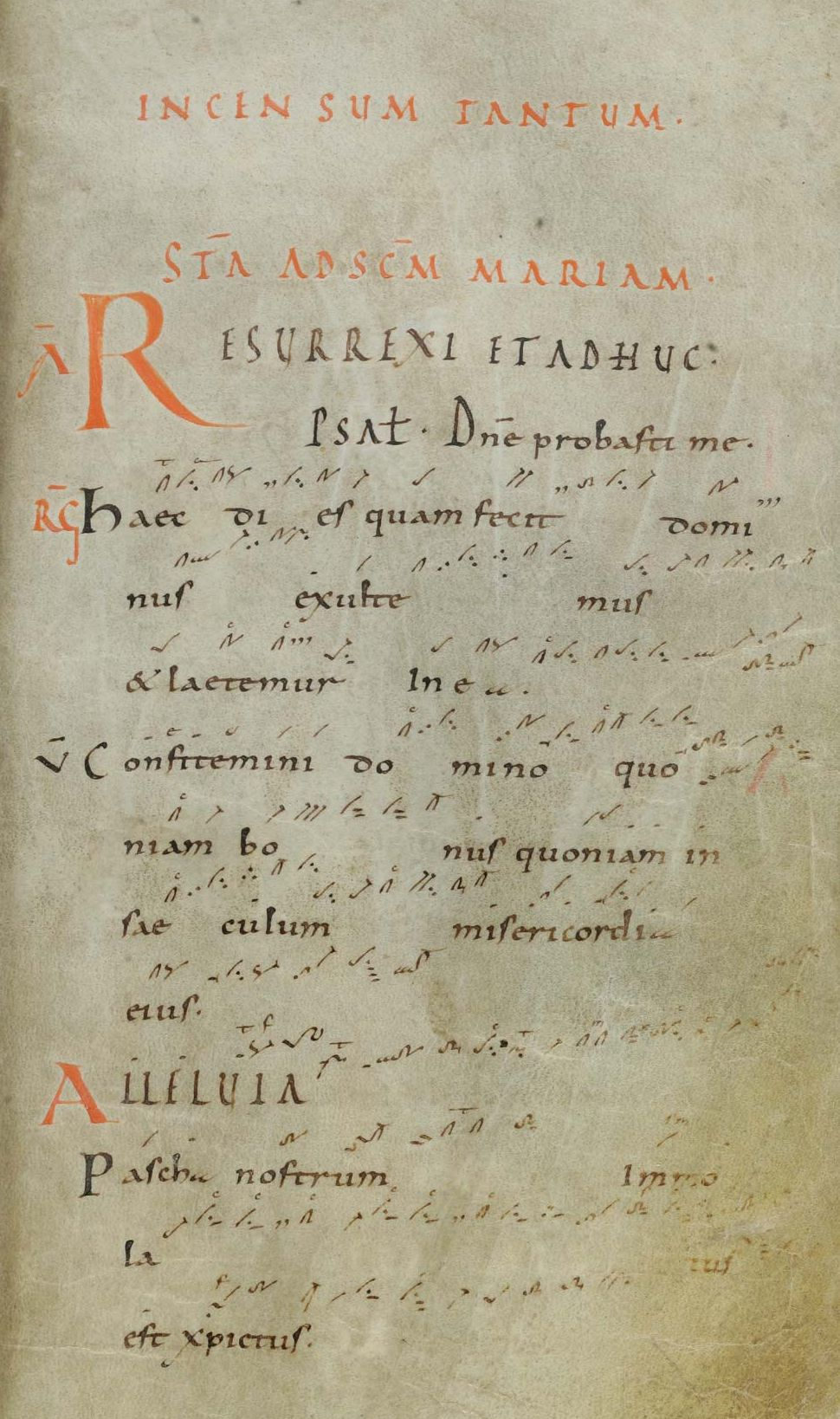
Ostertag mit dem Introitus Resurrexi, dem Graduale Haec dies, und dem Alleluja Pascha nostrum

Der mit einer Elfenbein-Tafel aus dem Besitz Karls des Großen verzierte Holzkasten (28 cm × 12,5 cm) enthält auf 166 Seiten im Wesentlichen die mittelalterlichen Messgesänge des Propriums des Kirchenjahres und der Heiligenfeste.
Ferner sind im 10. bis 13. Jahrhundert einige Hymnen und Alleluja-Verse hinzugefügt worden.
Der Codex ist seit dem 24. Mai 2007 in der virtuellen Bibliothek der Universität Freiburg (Schweiz) online einsehbar.

## Geschichte
In der Musikwissenschaft des Mittelalters ist der Codex Sangallensis 359 berühmt, weil es sich bei der Handschrift um das älteste bekannte vollständige Cantatorium handelt. Es wurde vom Kantor für den Sologesang verwendet. Ekkehart IV. erwähnte in der von ihm zeitweilig geführten Klosterchronik Casus Sancti Galli, dass dieses Cantatorium in der Basilika der Fürstabtei St. Gallen auf einem Pultgestell aufbewahrt worden sei. Dendrochronologische Untersuchungen haben ergeben, dass es sehr wahrscheinlich aus der Zeit des Abtes Hartmann nach 922 stammt.
Durch die Benediktinermönche der Abtei Sankt Peter in Solesmes in Frankreich, insbesondere durch Dom André Mocquereau, wurden die Neumen des Codex Sangallensis 359 anderen Handschriften gegenübergestellt und ausführlich analysiert. Darauf aufbauend ist es heute möglich, recht genaue und zuverlässige Angaben zum Repertoire und zur Interpretation der Gesänge zu machen.